# Wayne's World (videojuego)
Wayne's World es un videojuego de acción basado en la película del mismo nombre y lanzado en 1993 por THQ. Se lanzaron diferentes versiones del juego; los juegos de NES y Game Boy fueron desarrollados por Radical Entertainment y presentan a los protagonistas Wayne y Garth como personajes jugables. Los juegos de Super NES y Sega Mega Drive/Genesis fueron desarrollados por Gray Matter y solo ofrecen a Wayne como personaje jugable.

## Jugabilidad y premisa

### NES
La versión de NES se mantiene fiel a la trama de la película original, ya que la premisa involucra a Wayne y Garth intentando evitar que un rico productor compre su programa de televisión de acceso público. El primer nivel tiene lugar en la tienda de música de Kramer, donde Wayne lucha contra varios instrumentos vivos para obtener a Excallbur, como guitarras, tambores, platillos, saxofones, trompetas y pilas de discos de Barry Manilow. En el segundo nivel, Wayne y Garth van a Gasworks para luchar contra gorilas, artistas marciales y tipos duros para conocer a Cassandra, quien está actuando con su banda en el lugar. Después de este encuentro, Garth lucha contra ninjas y gatos negros en un callejón (nivel tres) mientras Wayne se enfrenta a guardias de seguridad, pantallas de televisión flotantes, arañas negras y cables de alimentación en el estudio de Ben para encontrar el contrato del programa. Sin embargo, no logra encontrarlo y, en el siguiente nivel, va al condominio de Ben, donde no solo intenta obtener el contrato sino también salvar a Cassandra del productor. Hay un límite de tiempo para completar cada etapa.
El jugador controla a ambos personajes, cada uno con diferentes ataques; Wayne usa patadas de karate aprendidas por su novia Cassandra, y Garth está equipado con una pistola láser de 4000 voltios. Ambos personajes pueden agacharse, saltar con regularidad y hacer un «salto volador genial» que se activa presionando A y arriba en el pad direccional. El jugador comienza el juego con cuatro vidas y 22 unidades de «dignidad» que representan puntos de salud. Los puntos de dignidad se pueden aumentar recolectando donas y potenciadores P que se obtienen al matar enemigos. Los potenciadores P incluyen dos unidades de dignidad extra y fortalecen el poder de los ataques de Wayne y Garth, dándole a Wayne 20 «patadas giratorias» y a Garth 20 explosiones de 100 gigavatios. Después de completar cada nivel, hay un nivel de bonificación que consiste en varias donas para que el jugador recolecte; si se recolectan todas las donas, el jugador recibirá una vida extra.

### Super NES/Génesis
En Noah's Arcade, Wayne y Garth quedan atrapados en el juego Zantar, donde Garth es capturado por el cubo gelatinoso morado que da título al juego. Para rescatar a su amigo, Wayne atraviesa cuatro niveles, cada uno de los cuales es una versión surrealista de lugares que encuentra en la vida real. En el camino, Wayne está equipado con una guitarra que se puede potenciar con amplificadores que ejecutan acordes más grandes, potenciadores de «coro» que permiten tocar tres acordes en la pantalla a la vez, un ícono de «distorsión» que hace que los acordes se muevan en «un camino distorsionado» y un potenciador que se mueve hacia los enemigos. Otros elementos que Wayne puede recolectar incluyen elementos «Schwing» que eliminan a todos los enemigos que se encuentran actualmente en la pantalla, un ícono de pulgar hacia arriba que aumenta el nivel de «dignidad» del jugador (aunque se desconoce y no se explica en el manual qué es eso), corazones que sirven como vidas extra y elementos de guitarra adicionales que aumentan la cantidad de notas que Wayne puede tocar a la vez.
El primer nivel es la tienda de música de Kramer, donde muchos instrumentos cobran vida al perseguir a Wayne; estos incluyen acordeones, trombones, gaitas flotantes que disparan misiles desde fuera de la pantalla, tambores, guitarras que caen, kazoos que cargan en enjambres, violonchelos que atacan con arcos y saxofones. En el segundo nivel, Wayne se encuentra encogido en la Tienda de Donuts de Stan Mikita, con enemigos como monstruos de donuts, tazas de café, grasa, ráfagas de vapor y tazas de azúcar que caen atacándolo. Lo que sigue es el tercer nivel, el club nocturno favorito de Wayne y Garth llamado Gasworks, donde los objetos sensibles continúan sirviendo como enemigos; estos incluyen dardos, taburetes de bar, bolas de discoteca que disparan, «botas de rock 'n roll», chorros de gas, «Beatles de seis patas» y submarinos amarillos que disparan. Wayne también se enfrenta a porteros humanos en el nivel. El nivel final es una versión de fantasía de un suburbio en el que solía vivir Wayne, donde tiene un enfrentamiento con Zantar y salva a Garth.

## Recepción
Jonathan Davies de Super Play, al reseñar la versión de SNES, se mostró aburrido y describió su jugabilidad como simplemente «saltar de un lado a otro recolectando cosas» siendo los únicos factores atractivos sus muestras de voz y las caras de Wayne y Garth.
Computer Gaming World afirmó en 1993 que la versión para PC de «Wayne's World es, en serio, divertido». La revista recomendó el juego a aquellos nuevos en aventuras, que disfrutarían de un juego «bastante típico» con «buen humor, giros inesperados y un entorno extraño». Una reseña posterior en la revista lo calificó de «falso» y desaconsejó Wayne's World como juego de aventuras introductorio para niños.
Al comentar sobre la versión de NES, Data Carvey de GamePro elogió el humor del juego, como con sus enemigos, escenas entre niveles y manual, pero criticó su falta percibida de dificultad y mala presentación; escribió que los enemigos eran fácilmente derrotables, los fondos y sprites eran «poco detallados» y «planos», y su audio consistía en una «banda sonora bastante cursi» y efectos de sonido escasos que recordaban a los juegos de la década de 1980.
Sam Hickman de Super Pro nombró a Wayne's World el peor juego de SNES de 1993. En 1995, la revista Flux clasificó a Wayne's World en el puesto 19 de su lista de los 25 peores videojuegos de todos los tiempos.
Por el contrario, la revista brasileña Ação Games le dio al juego de SNES una calificación de diversión de 4/4, elogiando los gráficos, el sonido y la riqueza de elementos. 

## Otros juegos
Capstone lanzó un juego de aventuras basado en la película para computadoras personales. Argonaut también estaba desarrollando una versión para la actualización en CD-ROM inédita de Super NES. No se sabe nada de la jugabilidad, sólo que Argonaut planeaba incluir imágenes de la película y «mucha música heavy metal».